# Велика Житомирська, 34-Б
Буді́вля Посо́льства Япо́нії в Украї́ні — відновлена споруда на розі Великої Житомирської вулиці й Пейзажної алеї, біля Львівської площі (Київ).
Наказом Управління охорони пам'яток історії, культури та історичного середовища № 14 від 30 грудня 1996 року флігель № 34-Б внесли до списку щойновиявлених об'єктів культурної спадщини. Однак зрештою так і не поставили на облік пам'яток архітектури місцевого значення.
2023 року занедбану будівлю реконструювали. У ній розмістилося Посольство Японії в Україні.

## Нумерація
Садиба розташовувалася між теперішніми будинками № 34 і № 38. У другій половині ХІХ сторіччя на червоній лінії поставили одно- і двоповерховий будинки, що до 1980 року мали нумерацію № 36 і 38. У глибині ділянки триповерховий будинок значився під номером 34-А. Після реконструкції й добудови нові споруди мають номери 34-Б і 34-В.

## Парафіяльна садиба
Садиба належала парафії Стрітенської церкви, яку збудували біля Жидівських (Львівських) воріт ще у часи спорудження Старокиївської фортеці в ХІ сторіччі. У другій половині ХІХ сторіччя на території ділянки спорудили парафіяльні одно- і двоповерховий будинки.
На початку ХХ сторіччя приміщення будинку № 36 займало міське училище. У 1910-х роках у глибині садиби звели триповерховий, цегляний флігель (№ 34-А), декорований архітектурними елементами в неоготичному стилі.

### Тарас Шевченко й Іван Сошенко

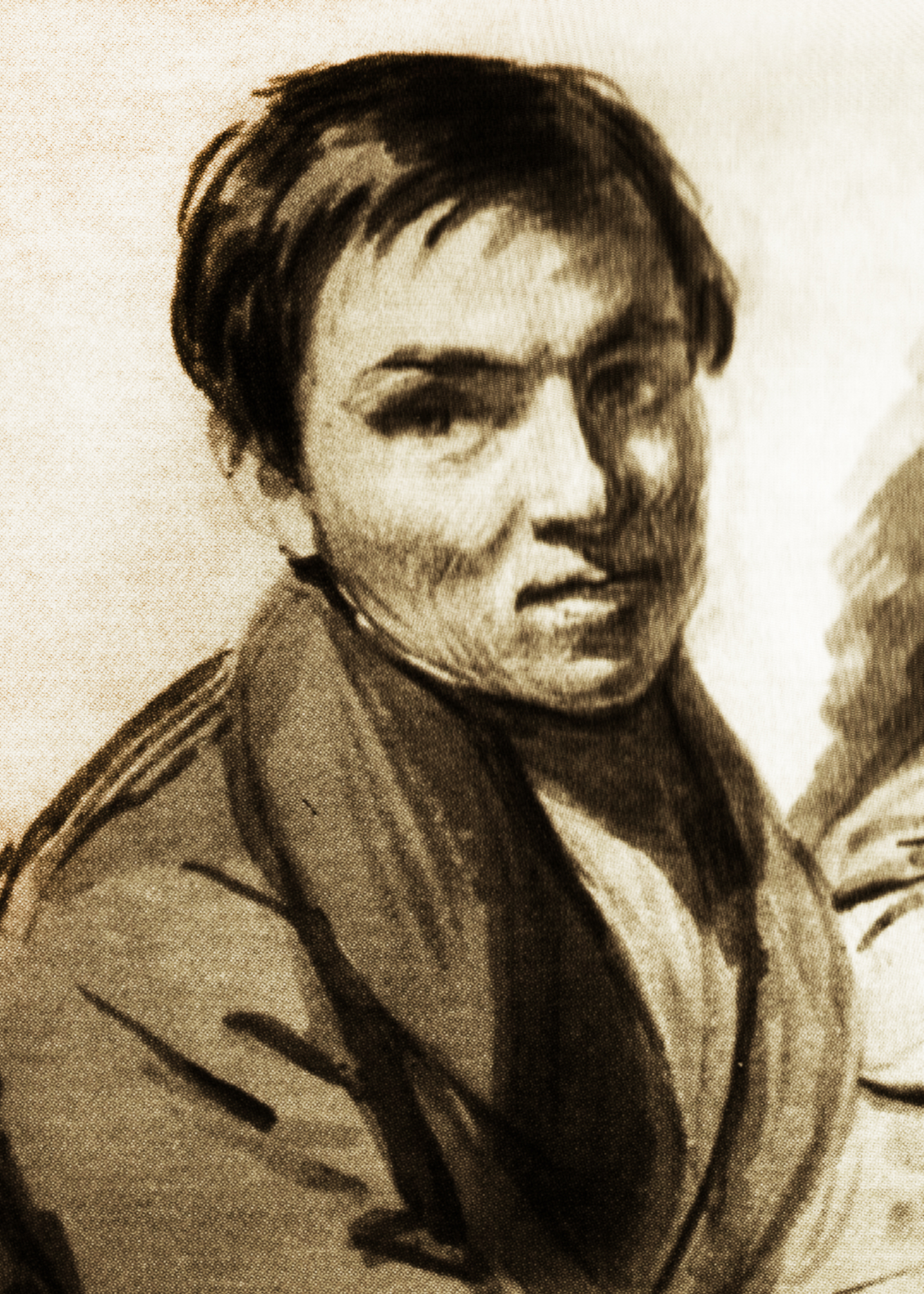
Іван Сошенко
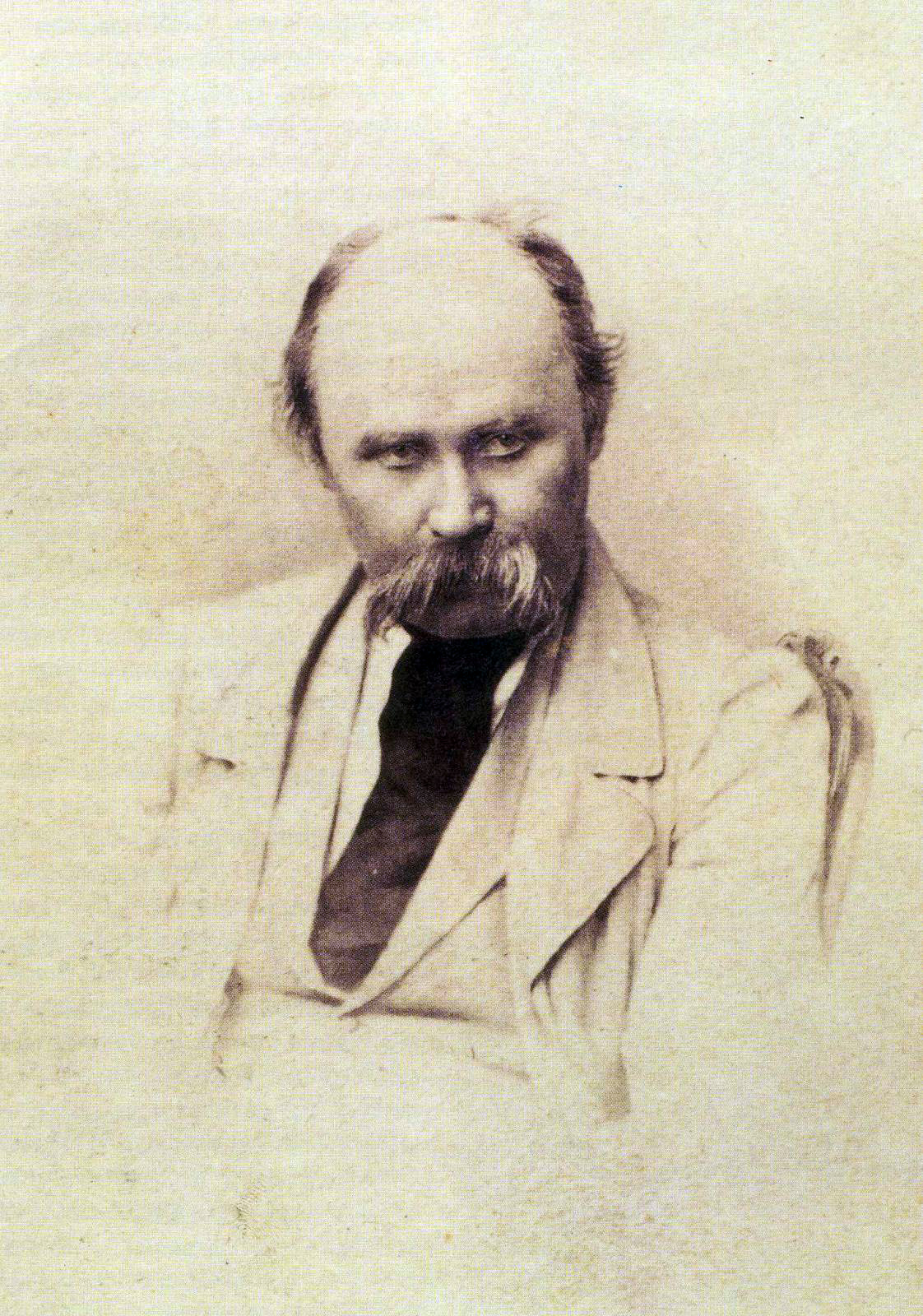
Тарас Шевченко

Одноповерховий парафіяльний будинок № 38 мав назву «Всіх скорботних радість». У подвір'ї був садок, з якого відкривався краєвид на Кожум'яки й Поділ.
У період будівництва нової кам'яної Стрітенської церкви у 1853—1861 роках у будівлі мешкав Іван Сошенко. Його тесть Василь Панов служив священиком у Стрітенській парафії й виклопотав для художника дозвіл розписати храм.
У серпні 1859 року до художника завітав Тарас Шевченко, який на той час оселився в хаті на Пріорці. За деякими припущеннями, щоправда непідтвердженими джерелами, поет також приклав свою руку до розписів.
Спогади про перебування Тараса Шевченка в гостях у Івана Сошенка залишив біограф поета Михайло Чалий:

| Тарас Григорович… багато жартував з верткою панною Леонтинкою, знайомою Сошенкової дружини, говорив компліменти «чорнявій Ганнусі» — племінниці Івана Максимовича, ділився своїми міркуваннями про різних літературних і художніх знаменитостей, кепкував зі «старого ледаща» — самого господаря і наостанку... заспівав кілька улюблених своїх пісень: «Зіроньку», «Сірії гуси» та інші. З дружиною Сошенка й панною Леонтиною весь час розмовляв по-польськи[9][10][11]. |

## Триповерховий будинок №34-Б
У 1900—1901 роках на ділянці на замовлення Р. Добржинського і за проєктом архітектора І. Моргульця звели цегляний триповерховий будинок.
Чоловий фасад виконаний у стилі замкової архітектури.
Близько 1922 року садибу націоналізували більшовики.
Поруч у 1960-1970-х роках збудували ще споруди. У наступні роки у триповерховому будинку сталося кілька пожеж. Будинки № 36 і 38 (за тогочасною нумерацією) знесли у квітні — липні 1980 року. А цегляна будівля стояла порожньою. За тридцять років від неї залишилося фактично дві фасадні стіни, які скріпили металевими скобами.

## Судові позови
У 1990-х роках через аварійний стан з будинку № 34-А виселили мешканців. 2015 року занедбані споруди без вікон і даху площею 550 і 630 квадратних метрів викупило товариство з обмеженою відповідальністю «Будстандарт». 19 березня 2019 року Департамент містобудування та архітектури КМДА своїм наказом видав містобудівні умови та обмеження для проєктування об'єкта. У документі зазначалось, що оскільки будівля розташована в історичному ареалі, ландшафтній, археологічній та архітектурній охоронних зонах, у межах буферної зони Софії Київської, внесеної до переліку пам'яток-об'єктів Всесвітньої спадщини ЮНЕСКО, то запроваджуються певні обмеження на проведення будівельних робіт. Зокрема встановлена гранична висота будівлі, яка не повинна перевищувати 15 метрів.
20 листопада 2019 року головний інспектор будівельного нагляду Департаменту Державної архітектурно-будівельної інспекції України (ДАБІ) скасував рішення щодо містобудівних умов й обмежень, яке, на його думку, ухвалювали з порушенням вимог законодавства у сфері містобудування. Забудовник оскаржив це рішення. 5 червня 2020 року Окружний адміністративний суд міста Києва задовольнив вимоги «Будстандарту» і скасував рішення ДАБІ від 20 листопада 2019 року.

## Реконструкція будинку №34-Б

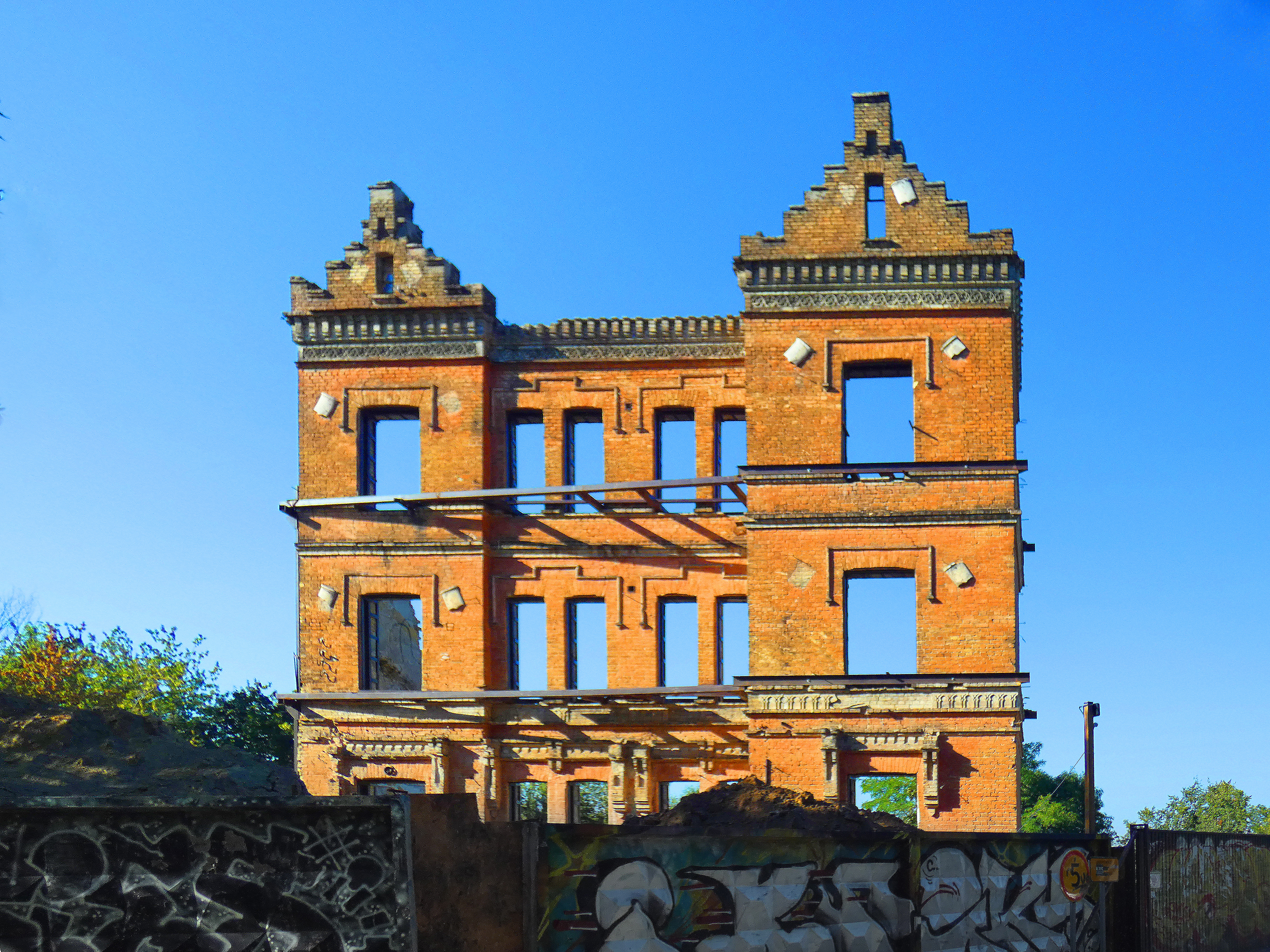
Від старої будівлі залишився тільки фасад

У квітні 2020 року почали реконструкцію будинку № 34-Б, проєкт якої розробили архітектори Станіслав Дьомін та Ігор Данілов. За словами архітекторів, новий об'єм передбачений «у сучасному стилі». Це — вимоги положень Венеційської хартії з охорони й реставрації нерухомих пам'яток і визначних місць 1964 року. Хартія застерігає від забудови європейських міст спорудами в псевдоісторичному стилі. Віденський меморандум «Всесвітня спадщина та сучасна архітектура — управління історичним міським ландшафтом» так само виступає проти псевдоісторичного проєктування, оскільки воно спотворює як історію, так і сучасність. Тому нову частину будівлі спорудили із сучасних будматеріалів. Будівельники використовували цеглу Bravo, яку виготовляє бельгійське підприємство Nelissen, засноване Альфонсом Неліссеном 1921 року для відновлення будівель, зруйнованих під час Першої світової війни.
Споруда контрастно підкреслює історичність старої будівлі, від якої залишили тільки фасади з боку Великої Житомирської вулиці й Пейзажної алеї. Власне, фасадизм — світова практика й один із способів зберігати пам'ятки архітектури.

## Посольство Японії в Україні
У лютому 2022 року, коли почалося російське вторгнення в Україну, з Києва тимчасово евакуювалися іноземні дипломатичні представництва, які вже у другій половині року повернулися. 5 жовтня того ж року у Музейному провулку, 4, відновило свою роботу посольство Японії в Україні. А 19 липня 2023 року воно переїхало у відновлену будівлю на Великій Житомирській, 34-Б.